# Cambefortantus ankaratrae
Cambefortantus ankaratrae là một loài bọ cánh cứng trong họ Bọ hung (Scarabaeidae).